# Paphiopedilum vejvarutianum
Paphiopedilum vejvarutianum är en orkidéart som beskrevs av Olaf Gruss och Lutz Roellke. Paphiopedilum vejvarutianum ingår i släktet Paphiopedilum och familjen orkidéer.
Artens utbredningsområde är Thailand. Inga underarter finns listade i Catalogue of Life.